# Cottonia peduncularis
Cottonia peduncularis – gatunek roślin z monotypowego rodzaju Cottonia z rodziny storczykowatych (Orchidaceae). Występuje w Indiach oraz na Sri Lance.

## Systematyka
Gatunek sklasyfikowany do podplemienia Aeridinae w plemieniu Vandeae, podrodzina epidendronowe (Epidendroideae), rodzina storczykowate (Orchidaceae), rząd szparagowce (Asparagales) w obrębie roślin jednoliściennych.